# BLACK CATの登場人物
BLACK CATの登場人物（ブラックキャットのとうじょうじんぶつ）は、矢吹健太朗の漫画作品、およびこれを原作とするアニメなど関連作品『BLACK CAT』に登場する架空の人物の一覧である。

## 主要人物
トレイン＝ハートネット（元No.XIII）
声 - 近藤隆（スモール時 - 高山みなみ）
本作の主人公。凄腕の掃除屋（スイーパー）で通り名は「黒猫（ブラックキャット）」。4月13日生まれ。23歳→24歳。血液型はO型。身長175センチメートル。体重65キログラム。視力は左右共に6.0。利き手は左利き。足の大きさは26センチメートル。好きなものはミルク、海鮮料理（料理の好き嫌いは特にない）。嫌い（苦手）なものは女の涙、犬、害虫（ゴキブリやムカデなど）。両利きだが、元々は左利き。特技は何処でも寝られることと変装。趣味は昼寝。好みのタイプは自分の意見をしっかり持っている女性。瞳の色は金色で猫目、髪の毛の色はダークブラウン。
行動はストレートで、他人に流されず決して自分の信念を曲げない性格。彼の首輪は、『自分を飼い馴らせるのは自分だけ』という信念の表れである。
その正体は元時の番人（クロノナンバーズ）のXIII（サーティーン）。要人暗殺を主とする抹殺人（イレイザー）としての実力を認められ、特例として13番目のナンバーズとなった。左の鎖骨部分にナンバーズの証であるXIIIの入れ墨がある。親友サヤの死後、組織を脱走し掃除屋へ転職する。原作では、とある町で起こった事件をキッカケにしてスヴェンとコンビを組み、さらにその後トルネオの一件でイヴもパーティに加わり、以後3人1組で行動をすることになる。
決め台詞は「不吉を届けに来たぜ」。なお、「不吉」の受け取りは拒否できないとのこと。
かつては冷徹な性格で感情を表に出さず、組織に忠実であったが、現在は明朗快活で、大食らい。一晩シリアスモードでいただけでも、翌日にはテンションの上げかたを忘れて天井に頭をぶつけたり、リンスに切れた腕について聞かれたときは「生えてきた」と言った。
武器はオリハルコン製の装飾銃「ハーディス」。重量は2.5キログラム。リボルバー式で装弾数は六発。銃身の下部分が縦方向に三角形状に大きく伸びており、トレインはその広い面積部分を使って敵の銃撃などを弾く。本人曰く「攻防一体のもう一つの相棒」。またグリップ部分に付いている飾りが本体と繋がった出し入れ自在のワイヤーとなっており、銃を投げつけての攻撃・フェイントや敵の拘束などに使用できる。体が小さくなってしまったときは、弾を撃った反動でハーディスを落としてしまったので、これを手に巻きつけてそれを防いでいた。原作漫画版ではスヴェンの開発した特殊弾（炸裂、氷結、泣き虫弾など）やナノマシンにより発生させた電気をハーディスに蓄積させ発射する「電磁銃（レールガン）」が使用できる（ただし厳密にはレールガンではない。詳しくはレールガンに関連する作品の一覧参照）。またアニメ版ではオリハルコンの銃弾を装填・発射することで、狙撃した敵を分子単位まで粉砕できる力を持つという設定がある。
超人的な銃技の使い手で、飛ぶ銃弾を4発同時に正確に撃ち落す程の速度と精密さを誇る。接近戦に関しても腕力と硬度を活かした銃身での直接打撃「黒爪（ブラッククロウ）」「黒十字（ブラッククロス）」を得意とし、遠近共にスキの無い実力を見せる。体術のみでもその実力は高く、今までの戦闘経験によるデタラメな型の動きだけで暗殺拳法の使い手と互角に渡り合う程の実力を見せている。
13年前、両親をザギーネに殺された過去を持つ。
トレインの早撃ちは凄まじく、並みの銃では対応しきれず破損してしまうため、ハーディスは実質「トレインの早撃ちに対応できる唯一の銃」である。
クリードとの最終決戦で電磁銃を使い切りそれ以降電気を発生できなくなった。また、その時の炸裂・電磁銃（バースト・レールガン）の反動で銃身が壊れてしまった（作中で8ヵ月後にはスヴェンに直してもらっているが、他の銃のパーツを銃身に使っているため銃身はオリハルコンではなく、形が同じだけの違う銃である）。
「ジャンプスーパースターズ」では主人公にもかかわらずバトルキャラとして登場できなかったが、続編の「ジャンプアルティメットスターズ」でバトルキャラとして登場を果たした。
人気投票での順位は第1回、2回とも1位。
読切版では届け屋という職業で、氣孔銃という使用者の氣を使う世界で1番知られた銃の所持者という設定。なお、読切版のブラックキャットの金色の眼は特異体質だそうである。さらに、原作ではクロノスの飼い猫だが読切版では道士＜タオシー＞の飼い猫という設定であった。なお、原作では銃をホルスターにしまっているのに対し読切版では懐にしまっている。
小説『星の残照』では犯罪組織タナトスのボス・デイル＝パーカーを追う中でキョウコと再会。後にキョウコがタナトスに拉致された時は救出に向かい、デイルの右腕であるアムザと壮絶な一騎討ちを繰り広げる。アムザの猛攻をしのぎ、最終的に「黒十字」を用いて勝利。デイルを追い詰めて戦意喪失させるも手柄は警視庁組織犯罪捜査課に持っていかれたため、賞金5000万イェンは手に入らなかった。エピローグではキョウコと別れ際に再会を約束している。
矢吹の次回作である漫画『To LOVEる -とらぶる-』のクロは性格面を変更した(正確には殺し屋時代のトレインに近くした)トレインのパラレルキャラ。
そのまた次の作品となる『迷い猫オーバーラン!』では、店の看板にXIIIのマークと名前だけだが登場している。
スヴェン＝ボルフィード
声 - 藤原啓治
元国際捜査局（IBI）所属の掃除屋でトレインのパートナー。6月23日生まれ。30歳→31歳。血液型はA型。身長180センチメートル。体重72キログラム。視力は右0.4、左1.8。足の大きさは27センチメートル。好きなものはジャズ、クラシックといった音楽、タバコ。嫌い（苦手）なものは子供、借金生活。特技はサポートアイテムの発明と、料理。利き手は右手。趣味は身だしなみチェック、車磨き。好みのタイプは芯の強い女性。名前の由来は、作者の好きな映画の超脇役（タイタニックの最初のシーンで主人公とポーカーしている人）から。
特徴は右目の眼帯と白のスーツ・黒のシャツ・帽子をかぶった緑の髪のショートカット。自称「紳士」を名乗り、紳士道という独自のポリシーを持つ（例：いつも煙草を吸っており、本人はこれを「紳士としてのたしなみの一つ」と言っている）。「女・子供・弱い者には優しく」がモットーだが、危険な女は別らしい。特殊武器を自作できる程の技術力を有しており、武器はギャンザに壊された愛銃に代わり（アニメ版では第1話から）掃除屋稼業に必要な装備をアタッシュケースに余す所無く詰め込んだ自作武器「アタッシュウェポンケース」。
捜査官時代に負傷した右眼には殉職した友人のロイドの角膜が移植されている。そのため、ロイドが持っていた特殊能力「予見眼（ヴィジョンアイ）」（対象とした人物の数秒先の未来を見られる力）を使うことが出来る。しかし発動には多大な体力を要し、眼帯で右眼を塞いでいるのはそのためである。この能力はリンスとの特訓によって、原作後半には「支配眼（グラスパーアイ）」（視覚で捉えたものを最大約5秒間スローにし、かつ自分はいつもと同じ感覚で動くことができる）に進化した。支配眼のエネルギー消費量は予知眼よりも少なく、まさに戦いのための能力である。この能力のおかげで戦闘能力が大幅に上昇し、早くも星の使徒のディークを圧倒するほどにまで成長した。最終巻では鬼星隊のゴーレムと対決し、銃火器を使えば誘爆を誘うという不利の中、アタッシュウェポンケースに仕込んだウォーター・カッターを用いて勝利する。
超人的な運動神経はないが、致命傷を負っても、早く回復するなど基礎体力は非常に高い。支配眼に覚醒する前はクリードなどの強敵相手に後れを取ることが多々見られ、善戦して負傷することが多かった。
人気投票での順位は第1回の時期は出番が少ないこともあった為かメインキャラクターの割にはかなり下の方だったが、2回目では4位を獲得した。
アニメ版では特訓はせず、従って「支配眼」にも覚醒しない。
原作第1話で早くもレイス＝ドノバンの変装による偽者が登場した。
アニメ版の序盤でトレインと仲間になるまでは実質的な狂言回しの役割を担っており、そのためか原作に比べるとコミカルな描写が多く、所謂「三枚目」的な面が強調されている。
小説『星の残照』では主な視点主となっており、エキドナや警視庁の刑事ナガノに情報提供を頼んだりと活躍の場が多い。終盤では「真・神氣湯」の効果で超人的な肉体を手にしたデイルの配下たちと交戦。多勢に無勢だったが「支配眼」によって形勢逆転し、あっさりと勝利した。
イヴ
声 - 福圓美里
本作のヒロイン。闇の武器商人トルネオ＝ルドマン指揮下の科学者チームによって生み出されたナノマシン生体兵器（アニメ版では「生体兵器」の肩書きは建前で、本当は機械構造物体「エデン」の中枢として作られ、それをトルネオが研究所を爆破して強奪したことになっている）。外見は幼い少女だが、全身が数億のナノマシンによって構築されている。誕生日不明。血液型はAB型。身長144センチメートル。体重36キログラム。視力は左右共に1.5。足の大きさは20.5センチメートル。好きなものはアイスクリーム、花火、やさしい人。嫌い（苦手）なものは窓のない部屋、下品な人。趣味は読書、色んなものの観察、何となくスヴェンを見ること。好みのタイプは優しくて硬派な人。公式な利き腕の設定はないが、左利きかと思わせる描写が非常に多い。実年齢は不明だが、作者は一応11歳という事にしている。赤紫の目をした長い金髪の少女。髪型は基本的にロングヘアーだが、連載初期はポニーテールの時もあった。
スヴェンによって心身共に救われ、以後彼を慕って共に行動するようになる。当初は感情に希薄なキャラクターだったが物語が進む内に自我を確立させていく。またトルネオの下にいた頃は精神面が原因で肉体の成長が止まっていたが、救出された後は僅か半年で急激な成長を遂げた。スヴェンのパートナーになりたいと思っているのでトレインに対抗心を抱いている。トレインに対し、実力で勝つという野望を持っている反面、実際は大事な仲間であるとも思っている。
その正体は、製作者チームのリーダーであったティアーユ博士の遺伝子を基に作られたクローン。そのためティアーユ博士に容姿が酷似している。トレインによる愛称は「姫っち」（トルネオの下にいた頃のイヴが塔に閉じ込められたお姫様のようだったから）。原作、アニメのラストシーンで、髪型がサヤ＝ミナツキを彷彿とさせるショートカットになった。
常に無表情でぶっきらぼう。トレインより大人びているが時折子供らしい一面も見せる。三人組のツッコミ役。
体内で自らが望む性質を持つナノマシンを製作・操作することが出来、戦闘ではその力（変身能力）を使った身体変化による攻撃を行なう。バリエーションとしては、天使の翼による飛翔、腕を盾に変化させての防御、長髪を無数の拳や切れ味鋭い剣に変化させてのリーチのある攻撃、翼の羽による遠距離攻撃、手を盾にして防御に使うなど様々な形状に変化できる。全身を鋼鉄などに変えることも可能で、彼女の想像力次第で様々なものに自身の肉体を変身させることが出来る。その際に衣服もナノマシンによって分子レベルで分解され肉体と同化するので着替えの備えが必要無い（しかし、作中で服を買うシーンもある）。髪を介してナノマシンを別の何かに送ることも可能で、テレビゲームと繋がっての制御や悪質なナノマシンのプログラムを書き換えて他人を救うことも可能である。
後に読書が趣味となり、どんな本でも興味を持って片っ端から読破する。一度見た本は全て記憶しており、当初は片言だった言葉も、読書による独学で習得した。
小説『星の残照』では髪が少し短くなり、ロングからセミロングとなっている。年齢の関係で掃除屋ライセンスの取得ができないでいるが試験に合格するつもりであり、その練習としてデイルの影武者を「無数の羽根を撃ち出して恐怖心から自白させる」という尋問方法を披露している。これにはトレインとスヴェンも「怖い」と述べている。終盤では「真・神氣湯」の効果で超人的な肉体を手にしたデイルの配下たちと戦い、あっという間に一網打尽にした。その成長ぶりにはスヴェンも「援護何ていらないな」と苦笑していた。
2005年の読み切りでは明るい性格になっており、掃除屋ライセンスを取得したことを喜んでいた。またリオンを修行につき合わせている。
ジャンプスーパースターズでは主役のトレインを差し置いて、バトルキャラとして出演した。タイプで言うとハイスピードタイプ。
人気投票での順位は第1回、2回とも2位。
アニメでは原作と違い、ファッションや髪型が毎回変わっている。
矢吹の次回作である漫画『To LOVEる -とらぶる-』の金色の闇は、性格面を変更したイヴのパラレルキャラ。この件に関しては矢吹自身が『To LOVEる』単行本5巻で説明している。
リンスレット＝ウォーカー
声 - ゆかな
敏腕の泥棒請負人。髪は薄紫色のセミロング、目の色はエメラルドグリーン（変装時は、金髪などのウィッグをつける）。8月1日生まれ。21歳→22歳。血液型はB型。身長167センチメートル。体重48キログラム。視力は左右共に1.2。足の大きさは23センチメートル。好きなものはお金、宝石、イイ男、可愛い女の子、シャワー。嫌い（苦手）なものはお化け、ナルシスト、セフィリア。趣味は変装、ショッピング、タロット占い。
トルネオとイヴに関する事件をトレイン達に持ち込む形で登場する。以降、トレイン達と度々関わりを持つようになる。義理人情に厚い一面もあり、自身の利害と関与しない一般人に危険が及んでも助けるのは当然と考えている。おだてに弱い単純な一面も。
ナンバーズの一人ジェノスの熱烈なアプローチを受ける、サービスシーンがある、など、本作の色事の大部分を担当している。アニメでは最終話にて、スヴェンとの電話から、ジェノスと結婚、あるいは交際をしていることがうかがえる（原作で星の使途のアジトから無事生還したジェノスと対面した時、殴った後に涙を流している場面からそれ以前に密かにジェノスに思いをよせていた模様）。
ターゲットの機密書類をわずか5分で入手するなど、盗みと策略の能力は本物。捜査当局や裏社会ではかなり有名らしく、クロノスさえもその能力には一目置いており、仕事を依頼することもある（アニメでは神氣湯の入手を依頼した）。やっていることは一級の犯罪ばかりだが、世界中の国々や政府がリンスの顧客であることから、彼女が捕まれば自分たちの裏工作も明るみに出てしまうため、保身から誰も捕まえようとしないらしい。
一方で戦闘能力は低く、戦闘シーンもほとんどなくトレインたちと共に行動することも少ない。しかし様々な形でトレインたちと関わる。
アニメでは、仕事のときはエレナ＝ピアスという偽名で金髪女性に変装していることが多い。ただ、スヴェンやジェノスといったプロには正体を見破られてしまった。
物語全般を通して出番も多くサービスシーンまで多く担当しているにもかかわらず人気投票では第1回、2回とも主要人物では唯一ノラネコに勝てなかった。
小説『星の残照』には未登場。

## 時の番人（クロノ・ナンバーズ）
クロノスの特務部隊。12人で構成されており、全員がオリハルコン製の異なる武器を持ち、その武器を限界まで極めた戦闘集団でもある。トレインのようにスカウトされた者もいれば、セフィリア・クランツ・バルドルのように、クロノスによって戦闘訓練を施された者もいる。星の使徒と敵対しており、主人公たちからすれば「敵の敵は味方」に近いポジション。
なお、時の番人のメンバーのうち作中で誕生日が判明しているメンバーはその番号と同じ日に生まれている。エミリオ、アヌビス、デイビッドの3人は、原作には登場していないほか詳細が明かされていないため、アニメ版と同一であるかは不明。
セフィリア＝アークス（No.I）
声 - 井上喜久子
ナンバーズのI＜ワン＞にしてリーダーの若き女性。若いながらもトップに相応しいカリスマと実力を持つ。1月1日生まれ。27歳→28歳。A型。身長170センチメートル。体重不明。視力は左右共に3.5。足の大きさは22.5センチメートル。好きなものはジパング料理。嫌い（苦手）なものはうるさい音楽。趣味は生け花。好みのタイプは不明。刺青の場所は額。
生後すぐからクロノスに育てられたためクロノスに絶対の忠誠を誓っており、目的のためなら鬼にもなれる非情さを持つ。また相手の力量や考えを試すような行動を取ることがあり、それが原因で協力を依頼したリンスからは嫌われている。だが、トレインがクロノスを離脱した際、裏切り者として殺害しようとしたものの凄まじい抵抗を感じ、数回「仕方ない」などと発言している。ただ冷酷なだけの人物ではなく、目的のためとはいえ他人の心の傷を抉るような言葉を喋ることや仲間の死などに心を痛める良心も持っている。体には自己治癒の強化手術が施されており、大怪我を負っても短時間で回復する。また非常に美しい女性であり、中でもその瞳はスヴェンに心の底まで見透かされそうなと評されている。現在は緩やかにウェーブした長髪だが、トレイン脱走時は短く切りそろえていた。
和風を好み、考えことをする時は座布団に正座し、食事も和食を好む。特に、寿司を好む。
原作終盤では掃除屋同盟を囮としてジェノス、シャオリー、バルドル、クランツと共に星の使徒のアジトに乗り込みクリードに1対1の戦いを挑み、終始互角に戦いアークス流剣術最終奥義「滅界」によってクリードを葬ったかに思われたが、幻想虎徹がLEVEL3に目覚めていたことで切り抜けられてしまう。背後から隙を突かれ敗北。止めを刺されそうになり死を覚悟するもトレインに救われ彼に後を託した。
武器はオリハルコン製のサーベル型の長剣「クライスト」。「アークス流剣術」という名の、鍛え抜かれたスピード主体の剣術で敵を翻弄する戦い方を得意とする。さらに「桜舞」という達人でも会得するのに10年はかかると言われる無音移動術を使える。三十六手の必殺技を持つ。またトレインと同様、視力が良く、脚力もとても強い。反面、彼女の戦闘シーンは上記のクリード戦くらいしか描かれていない。
ナンバーズのリーダーとして動く原作とは異なり、アニメでは長老の意向に逆らえない組織の駒である事が強調されている。
髪の毛の色は金色、目の色は青。
人気投票での順位は第1回では4位、第2回では9位。
『To LOVEる -とらぶる- ダークネス』では、デビルーク星の王妃、セフィ・ミカエラ・デビルークとして登場している。
ベルゼー＝ロシュフォール（No.II）
声 - 堀秀行
ナンバーズのII＜ツー＞にして、副リーダーとしてセフィリアと共にナンバーズのトップを司る熟年の男性。9月2日生まれ。37歳→38歳。A型。身長192センチメートル。体重93キログラム。視力は左右共に2.5。足の大きさは29.5センチメートル。好きなものはイチゴ。嫌い（苦手）なものはなし。趣味は盆栽いじり。好みのタイプは礼儀正しい女性。刺青の場所は左手の甲。
セフィリアの下で良く彼女をサポートする。無愛想な男性に見えるが、実はカールの頼みを快く引き受けたり、子供には優しかったりする。しかし任務のためであれば女子供でも容赦しない非情さも併せ持っており、一部の裏組織や団体では恐れられている。
武器はオリハルコン製の槍「グングニル」。彼の放つ渾身の突きの一撃は衝撃波を発生させるほど鋭い。アニメではベルゼーの槍術は「アークス流剣術」と対をなす「エルヴァルト槍術」を扱う。トレインと再会した時は、素早い動きでトレイン達の後に周り込んでいる。原作3巻でキョウコ、シャルデンと戦闘をして以後はあまり登場せず、No.IIという地位に相応しい実力者にもかかわらず、全力での戦闘は無かった。
エミリオ＝ロウ（No.III）
声 - 千葉進歩
ナンバーズのIII＜スリー＞。刺青の場所は不明。
普段は優しげな風貌を持つが、戦いになると怖い目つきになり、豹変するという野心を併せ持つ中間派の番人。原作では、姿は登場していないものの（それと同時に本名も公表していない）、リヒツェンにある星の使徒の残党から他の星の使徒のアジトを聞き出すことに成功している。アヌビスとデイビッドと共に任務遂行中。
アニメ終盤では、ゼロナンバーズにされ、メイソンと共に行動し、エデンと一体化するが、トレインによって呪縛から解放される。エデンに取り込まれた者は「全員生存」とのことだが、詳細が語られていないため生死は不明。コミックス第10巻（文庫版第6巻）に出ていたシルエットでは、シャオリーと同じ容姿をしている。
髪の毛の色は黒（アニメ版では、黄緑）。
武器はオリハルコン製の弓「アルテミス」。遠くからオリハルコンでできた矢を高速で大量に射ることが出来る。
文庫版のおまけページに作者による設定資料が載っている。それによればロイドに似た外見で、スヴェンと絡ませる案もあったらしい。
クランツ＝マドゥーク（No.IV）
声 - 梯篤司
ナンバーズのIV＜フォー＞。トレインと面識がある。1月4日生まれ。26歳→27歳。AB型。身長190センチメートル。体重102キログラム。好きなものは静かな部屋。嫌い（苦手）なものはうるさい街中。趣味はクラシック鑑賞。好みのタイプは静かな人。刺青の場所はマスクの左目に当たる部分。
常にバルドルとコンビを組んで行動している。ジェノス曰く「戦闘狂」で、敵と認識した者は必ず抹殺する。昔の戦闘で失明しており顔上半分をマスクで常に覆っている。目は見えないものの、鍛錬を重ねて驚異的な聴力と空気の流れを読むことで敵や銃弾の位置などを把握する術を身に付けた。基本的に冷静ながら実力に自信をおくためそれが油断につながることもある。また、相棒と比べ寡黙だが、戦闘の際にはやや口数が増える。
アニメ終盤では、ゼロナンバーズにされ、メイソンと共に行動し、エデンと一体化するが、トレインによって呪縛から解放される。エミリオと同じく、事件後の生死は不明。
武器はオリハルコン製のナイフ「マルス」。柄のスイッチを押すことで刀身が超振動し切れ味が増す仕掛けになっている。その切れ味はクランツ曰く、「厚さ3センチメートルの鉄板も紙同然」。武器の性質上、敵の間合いに一気に踏み込んでの接近戦を得意とする。だが、原作ではトレインが放った氷結弾で振動を封じられた。
原作、アニメ共にトレイン達の敵という立場が変わらなかったナンバーズで、前者は星の使徒が共通の敵であるためトレイン達との2度目の邂逅の際、星の使徒の構成員の爆発にあ然するも戦わずに去っているが、後者はゼロナンバーズの一員になっている。
ナイザー＝ブラッカイマー（No.V）
声 - 江川央生
ナンバーズのV＜ファイブ＞。10月5日生まれ。28歳→29歳。O型。身長184.5センチメートル。体重91キログラム。好きなものは愛車。嫌い（苦手）なものはチーズ。趣味はドライブ・葉巻集め。好みのタイプはよくしゃべる女性。刺青の場所は額の左側。ナンバーズ時代のトレインとは噂では聞いているが面識がない。
スキンヘッドの男性。クリードに同じナンバーズの友人を殺されたため、彼を恨んでいる。ジェノス、ベルーガと共にナンバーズの奇襲暗殺チーム「ケルベロス」のリーダーとして行動している。
武器はオリハルコン製の一対のトンファー「ディオスクロイ」。その威力は作中でも特に大柄なマロすら軽く吹っ飛ばし、その勢いで壁を破壊するほど。
エキドナの銃撃で致命傷を受けながらもクリードを倒すため彼を拘束しベルーガに攻撃を打ち込むように命令を出すが、原作ではジェノスの説得により一命を取り留める。しかしアニメではそのままベルーガの砲弾が直撃、それでもナノマシンの力で絶望的な負傷から再生、回復していくクリードとは違い、同等の損傷を負った彼は血まみれに爆散した肉体がそれぞれ瓦礫に埋もれながら命を落としていた。そのためアニメではケルベロスは事実上ジェノス1人になってしまう。
『To LOVEる -とらぶる- ダークネス』では、セフィの護衛として出演している。
アヌビス（No.VI）
声 - 速水奨
ナンバーズのVI＜シックス＞。刺青の場所は左目の瞼。
人間の言葉が理解できる黒いオス狼。星の使徒のエーテスとは違い、話せないが、意思疎通が可能である（アニメ版ではトレインに話しかけるシーンがある）。バイク並のスピードで走れる。コミックス第10巻（文庫版第6巻）に出ていたシルエットでは、犬の姿ではなく、人間の姿をしている。
武器はオリハルコン製の鞭（正確には、尾）「オシリス」。武器を高速回転させることで、巨大な蟲を一撃で粉砕するほどの破壊力を発揮する。
ジェノス＝ハザード（No.VII）
声 - 櫻井孝宏
ナンバーズのVII＜セブン＞。性格の軽い長身の男性。7月7日生まれ。25歳→26歳。B型。身長179センチメートル。体重80キログラム。視力は両目共に4.0。足の大きさは26センチメートル。好きなものはにぎやかな場所。嫌い（苦手）なものはタバコの煙。趣味はナンパ（成功するかどうかより、ナンパそのものが楽しいらしい）。好みのタイプはキレイな女性。刺青の場所は左肩（アニメでは、胸のあたり）。
ナンパ癖があり、綺麗な女性を見るといつも口説いているものの、その成功率は低い。現在は任務で関わったリンスレットがメインターゲット。ナイザー、ベルーガ同様「ケルベロス」の一員。ナンバーズの中ではセフィリアやベルゼーに次ぐ穏健派の人間であり、作中でも何度かトレイン達を助けている。
武器はオリハルコンの鋼線付きグローブ「エクセリオン」。糸の切れ味は石柱を簡単に輪切りにするほど鋭く、さらに鋼線が細いので認識も困難。指先の微妙な動きで切れ味の調節が可能で、巻きつけて救助ロープや拘束ロープとして使うことも可能だが、ジェノス以外の人間が扱うと対象を輪切りにしてしまう。ナンバーズの中で唯一神から名前をつけられておらず、Excel（秀でた）という言葉にionをつけ、『秀でたもの、超越するもの』という意味を持っている。クリード諸共ベルーガのバズーカによって死のうとしたナイザーを止めたこともあり仲間想いな一面もある。
セフィリア以外のナンバーズ中最も出番が多く、第2回人気投票では7位。
バルドリアス＝S＝ファンギーニ（No.VIII）
声 - 勝杏里
ナンバーズのVIII＜エイト＞。通称バルドル。クランツと常に2人1組で行動している。トレインと面識がある。9月8日生まれ。27歳→28歳。B型。身長182センチメートル。体重90キログラム。好きなものはコーヒーガム。嫌い（苦手）なものはミント系ガム・シュガーレスガム。趣味は筋トレ。好みのタイプはブロンズヘアの女性。刺青の場所は首筋の右側。
冷静沈着のクランツとは対照的にナンバーズの中では過激派な人間として知られており部下からも「IやIIのように甘くない」と言われている。彼の名を本名で呼ぶものはおらず、彼を知る者は彼を「バルドル」と呼んでいる。ジェノス曰く「戦闘狂」。クランツ共々幼少よりクロノスに育てられ、組織に絶対の忠誠を誓っている。敵は「完全抹殺（彼曰く「完全滅殺」）」がモットー。前からジェノスのことが気に喰わないらしい。
アニメ終盤では、ゼロナンバーズにされ、メイソンと共に行動し、エデンと一体化するが、トレインによって呪縛から解放される。エミリオ同様、生死は不明。
武器はオリハルコン製の鎖付き鉄球「ヘイムダル」。鉄球にはブースターが4つ付いており、手元のグリップで敵に投げつけた後の軌道修正が可能。
クランツと同様、原作、アニメ共にトレイン達の敵という立場は変わらなかったナンバーズで、前者はトレインとの2度目の邂逅の際、敵として一触即発になりそうになるが、星の使徒の戦闘員の自爆を見たイヴに現実を伝え戦わずに去っているが、後者はゼロナンバーズの一員になっている。
デイビッド＝ペッパー（No.IX）
声 - 黒田崇矢
ナンバーズのIX＜ナイン＞。刺青の場所は不明。
番人一陽気な性格の持ち主。トレインとは面識がある。アニメではマロとの戦闘の際に相打ちに遭う。重力弾を受けても平然としていた彼だったが、トレインに看取られ息を引き取る。コミックス第10巻（文庫版第6巻）に出ていたシルエットでは、ドレッドヘアではなく、バルドルと同じ髪型をしている。
武器はオリハルコン製のトランプカード「ジークフリード」。枚数は54枚あり、敵に向かって多く飛ばすことができる。
リン＝シャオリー（No.X）
声 - 斎賀みつき
ナンバーズのX＜テン＞。誕生日・年齢共に不明。O型。身長168センチメートル。体重57キログラム。視力は左右共に2.0。好きなものは夜景。嫌い（苦手）なものはマヨネーズ。趣味は森林浴。好みのタイプは不明。刺青の場所は胸の中心部。
人を食ったような性格の青年。トレインが組織を抜けた少し後に欠番となっていたNo.Xに収まった。先代のXはクリードに殺されたナイザーの友人。高速変装術の達人で通称「魔術師＜マジシャン＞」と呼ばれており、その技術を活かしての情報収集が得意。原作の終盤で、戦いにおいては一欠片の容赦もしない冷酷さをのぞかせた。だが、掃除屋同盟を結成し結果的に戦いに巻き込んでしまった掃除屋たちを敬うこともある（シャオリー曰く「戦いに巻き込んだ責任は取るつもり」だそうである）。
武器はオリハルコンの鋼線が編みこまれた羽衣「セイレーン」。纏えば銃弾を弾き、触れれば銃すら簡単に切り裂く攻防一体の武器。攻防以外では、変装にも用いられる。
星の使徒との最終決戦のためセイレーンを使い情報屋グリンに変装し、時の番人たちが侵入するための囮として掃除屋同盟を結成する。作中では、中国系を連想させ描写があるも、その生い立ちや経歴はほとんどが謎に包まれている希有な時の番人。
情報屋グリンのほかに中年男性が2人、トレイン、クリードに変装している。なお、トレインに変装したときに出した笑顔は「あんなニコニコ顔でいろっていうのか!?」とトレインがスヴェンたちに聞いた直後にスヴェンたちに悲惨なことを言われた（その中でも、イヴの一言は「聞き捨てならない」一言だった）。
第2回人気投票での順位は6位。
アニメ版では、トレインにあこがれを抱いて強くなった仲間想いな青年となっており、原作と性格が大きく異なる。
アッシュ（元No.X）
声 - 武虎
元ナンバーズのX＜テン＞。No.Vナイザーの親友であるが、クリードが反逆したため、抹殺司令を出されるが、逆にクリードに殺された。
武器はオリハルコン製の杖。この杖の威力は凄まじく、石畳を数メートル凹ませるほどである。
ベルーガ＝J＝ハード（No.XI）
声 - 石井康嗣
ナンバーズのXI＜イレブン＞。寡黙でガタイのいい長身の男性。12月11日生まれ。29歳→30歳。B型。身長216センチメートル。体重109キログラム。好きなものは寝ること。嫌い（苦手）なものは海。趣味はロッククライミング。好みのタイプは気の強い女性。刺青の場所は額の右側。
ナイザー、ジェノス同様「ケルベロス」の一人で、3人でクリード達を追っていたが逃げられ、アジトの崩落から他の2人を救うために巨大瓦礫の犠牲となった。アニメ版では殉職後愛用したサングラスをジェノスの手によってかけられた。
武器はオリハルコン製の巨大バズーカ「ウルスラグナ」。装弾数は3発（アニメでは、装弾数が無制限という設定になっている）。その破壊力は城の城門も簡単に吹き飛ばすほど。砲身をそのままハンマーとしても使え、弾切れ後の攻撃も可能となっている（弾が残っていても、特定の操作で射出できないようにすることも可能）。武器の特性ゆえ、国対間の紛争や戦争関係が主な任務となっている。原作で最初にクリードに傷を付けられたオリハルコン製の武器でもある。
メイソン＝オルドロッソ（No.XII）
声 - 納谷六朗
ナンバーズのXII（トゥエルブ）。髭を蓄えた老齢の男性。だが一発の拳撃だけでトレインを倒すほどの武術の達人。原作では終盤で僅かに登場しただけだが、アニメでは序盤より登場している。昔に起こったナンバーズvs道＜タオ＞の一族の戦争で生き残った3人のうちの1人。刺青の場所は不明。
アニメ版「BLACK CAT」の大ボス（エミリオ、クランツ、バルドルを従えていた）。トレインによって野望を阻止された。エミリオと同様に生死不明。事件の首謀者なので、生存していた場合は裁きを受けているはずである。コミックス第10巻（文庫版第6巻）に出ていたシルエットでは、老人のようなシルエットではなく、角刈りの男になっていた。
武器はオリハルコン製の鎧「ア・バオア・クー」。至る所からナイフやジェットブースターが出るようになっており、破壊力はナンバーズ一番である。
トレイン＝ハートネット（元No.XIII）
声 - 近藤隆（スモール時 - 高山みなみ）
ナンバーズのXIII＜サーティーン＞。本来ナンバーズは12名のナンバーで構成されているが、特例として「時の番人（クロノ・ナンバーズ）」入りを果した異色のナンバー。2年前にクロノスを脱退。

## 星の使徒
クリードが設立した組織。中枢メンバー全員が道使いで、原作における最大の敵組織。アニメではメイソンに利用されている節がある。
クリード＝ディスケンス
声 - 三木眞一郎
星の使徒のリーダー。かつてはクロノスの抹殺人＜イレイザー＞で、トレインの元相棒だった。12月25日生まれ。23歳→24歳。血液型AB型。身長176センチメートル。体重65キログラム。視力は左右共に4.5。足の大きさは26.5センチメートル。好きなものは有能な人間（特にトレイン）、自分。嫌い（苦手）なものは無能な人間、キレイごとを並べる人間。趣味は鏡を見ること。SSクラスの賞金首で額は30億イェン（スヴェンによると、過去TOP3に入る高額賞金らしい）。
抹殺人時代のトレインを狂気的に敬愛している。サヤ殺害後、自らが望む楽園＜エデン＞を作るためにシキ達道士＜タオシー＞と接触、さらに同志を集めて革命組織「星の使徒」を結成した。その根底には、幼少時代に私娼である母親から「産みたくて産んだんじゃない」「男が寄り付かないから自分の前から消えろ」と言われ、警官からはストレス発散と称した暴行を受けるなど、世の中から爪弾きされていた過去が影響しており、作中では、動物虐待を10代当時に行い、母親が公に役所に認められた娼婦でなかった事に対する周囲の差別感情がかなり出ている。
原作では最後まで元凶であり続けたが、アニメでは、メイソンの計画に利用させられることに。トレインに敗北後、彼に命令口調になったため、トレインを一人の人間として見られるようになったようである。
能力は「SWORD（刀）」。クロノス時代にサヤ（アニメではトレイン）に折られた愛刀「虎徹」の刀身を外し、自身の能力を用いて、気による伸縮自在の見えない刀「幻想虎徹＜イマジンブレード＞」を生み出した。その後、LV.2（クリードの意思と共鳴する人喰いサーベル）、LV.3（刀との一体化による超常的な力の付与）、LV.MAX（幻想虎徹の究極の姿。刀と一体化したまま、刀身が、光輝く巨大人喰いサーベル）へと進化を遂げる。
ストーリー終盤ではナノマシン「G.B」によって頭部損傷以外では死なない肉体を手にし、人間を超えた存在へと進化。セフィリアとほとんど互角に渡り合う。そして真の力を引き出すとセフィリアを容易く一蹴。駆けつけたトレインと一騎討ちを演じる。トレインを苦戦させるもサヤの想いに支えられた彼の心を折ることはできず、最期は幻想虎徹を砕かれ敗北。イヴのナノマシンでG.Bを破壊されそうになり、必死で懇願するも「ただの人間」へと戻された。以後は完全に心が折れ戦意喪失。エキドナに支えられる形で連れられ一行の前から姿を消した。
『BLACK CAT小説版　星の残照』では人間に戻ったショックから精神崩壊しているが、アニメCDでは完全に快復しトレインの窮地を陰から救っている。
エキドナ＝パラス
声 - 田中敦子
クリードの側近であり、突然失踪した後に星の使徒のメンバーとして姿を現わした元世界的な有名女優。7月30日生まれ。年齢不詳。血液型A型。身長171センチメートル。体重46.2キログラム。視力は右3.0、左2.5。足の大きさは23.5センチメートル。好きなものはワイン、チョコレート。嫌い（苦手）なものは世の中全体。趣味は特になし。好みのタイプは野心家。華やかな容姿だが近づき難い雰囲気を持つキツめの美女。他の使徒とは違い、利害関係なく好意からクリードに仕えている。
クリードとほとんどいつも行動を共にしており、過去のVTRでは、生みの母親と育ての母親がいることを告白している。アニメではクリードへの献身的な姿が原作以上に描かれている。アニメ、原作共にラストではクリードと共に隠居生活をしているのだが、アニメでは相思相愛の関係にまで発展している。
能力は「GATE（門）」。空間を越えて離れた場所への移動（ワープ）や、刃物を持った腕や爆弾・銃弾などを敵の死角や目の前にすぐに出現させて攻撃したりすることができるなど豊富に応用できる。ワープについては、あまりに長距離の移動は不可能だが、力を込めた護符を用いることで飛距離を伸ばすことができる。終盤では鬼星隊を差し向けるなど参謀として動き、鬼星隊が敗れるとスヴェンとイヴに転移させた銃弾や手榴弾で攻撃するが、支配眼を持つスヴェンには弾丸の軌跡を見切られ、イヴの死角に送った手榴弾はエーテスの妨害によって失敗に終わった。その間にクリードが敗北したため戦う理由もなくなり、「クリードには人間をやめてほしくなった。手の届かない存在になってしまいそうだったから」と本心を語り、心が折れたクリードを保護する形で一行の前から姿を消した。
小説『星の残照』ではクリードを保護しつつ平穏な日々を過ごしている。当初はトレインに憎悪を燃やしていたが平穏な環境で過ごす内に感情も落ち着き、「トレインはクリードに人間としての敗北を教えて救ってくれた」と考えるようになった。そのためスヴェンから電話で「タナトス」に関する情報提供を頼まれた時も突っぱねることなく応対した。スヴェンからの話で「デイル＝パーカー」の正体が、かつて『星の使徒』に所属していた「ハンク＝バトラー」であることに気づき、それを伝えた。トレインに対しては「いつか必ず、クリードを救ってくれたお礼を言いに行く」と告げた。
作者の次回作である『To LOVEる-とらぶる-』にも、同姓同名の女優が登場している。
シキ
声 - 山口眞弓
クリードの片腕。異大陸から渡って来た道士＜タオシー＞。銀髪。6月23日生まれ。血液型B型。身長144センチメートル。体重不明。視力不明。足の大きさ不明。好きなもの、嫌い（苦手）なもの不明。趣味は物思いに耽ること・怪しい薬湯作り。飲んだ者に道＜タオ＞の力を発現させる薬湯「神氣湯」を精製できる数少ない人物。
シキが幼少の頃、一族とクロノスが世界の覇権を賭けて戦ったが、彼は幼かったため参戦できなかった。結果はクロノスの勝利に終わり、以後シキは一族の仇討ちではなく「道＜タオ＞の力こそが最強であることを証明する」ためにクリードと手を組んだ。そうした怨念染みた想いによって自らを縛り付け、「道こそが最強」という妄執に囚われ続けている。原作ではVSトレイン&リバー戦で素顔を曝している。
やがてクリードがナノマシン技術の方に目を向け始めたため信頼関係が崩壊しつつある。最終決戦にてトレインのブラッククロウによって敗北したことで人間の力を認め、道という名の怪物の呪縛から解放された。エンディングではマロと共に旅をしている。
アニメ終盤では、バルドルら3人と共にゼロナンバーズとなる。メイソンと共に行動し、エデンと一体化するが、トレインによって呪縛から解放される。エデンに取り込まれた者は「全員生存」とされているが、詳細が明らかになっていないため事件後の生死は不明。
能力は「INSECT（蟲）」。符に気の力を込めることで様々な特性を持った大小様々な大きさの虫を生み出す。普段から特殊な呪水を染み込ませた布で頭部を覆い力を抑えており、それを外した時に真の力を発揮することができる。また札を用いた攻撃法「符術」も扱うことができる。他者に気を送り込んで洗脳することも可能。
小説『星の残照』では名前のみ登場。
マロ
声 - 川津泰彦
シキと同じく異大陸から渡って来た道士＜タオシー＞。10月27日生まれ。血液型O型。身長215センチメートル。体重301キログラム。足の大きさは40センチメートル。好きなものはおにぎり、焼肉。嫌い（苦手）なものは野菜全般。趣味は昼寝。シキと近い思想を持つ。
古代の相撲取りのような服装と体格を持つ（服装は彼の故郷の民族衣装らしい）。「デブ」と言われるのを嫌い（本人いわく、デブとは『無能なデカイ奴の事』らしい）、自分のことを「少し体が大きい人」と言い、他の人物とはひけを取らない程である（デイビッド曰く「肉だるま」または「肉団子」。セフィリア曰く「肉だまり」）。体格に似合わず動きは軽快。原作ではトレインと対決し健闘するが能力の弱点を衝かれ敗れる。最後にシキと旅に出ている姿が出ているが、アニメではナンバーズのデイビッドと共に重力弾を浴び死亡している（デイビッドに致命傷を負わせることに成功している）。原作で生存していてアニメ版で死亡しているキャラはナイザーに次いで2人目となった。
能力は「GRAVITY（重力）」。一定範囲内に高重力場を発生させたり、重力を圧縮した弾を発射、重力を乗せた無数の張り手などの攻撃を行う。
『To LOVEる -とらぶる-』にもコンビニの看板の中にちょこっと登場している。
小説『星の残照』では名前のみ登場。
シャルデン＝フランベルク
声 - 速水奨
11月15日生まれ。血液型AB型。身長177センチメートル。体重66キログラム。視力は左右共1.5。足の大きさは26.5センチメートル。好きなものは野菜全般。嫌い（苦手）なものは脂っこい料理。趣味はビデオ鑑賞、小説（特にホラー）。好みのタイプは秘密。
シルクハットをかぶったサングラスの男性。使徒のメンバーの中で良識派な人物で無用な争いは好まずトレイン達にもわだかまりなく接していた（ナンバーズのナイザーからも『あんたが一番話が分かりそうだな』と言われている）。なぜか語尾が片言。途中でトレインに固執するクリードとの間に食い違いを感じ、星の使徒をキョウコと共に脱退しキョウコをトレインに託した。それからは消息がなかったが最終話で血を吐いているシーンがでる。作中での言動からクロノスに対して強い敵愾心を持っているようだが、その理由は最後まで不明。アニメでは、ゼロナンバーズとの戦いに参加。
能力は「BLOOD（血）」。気の力で血液を様々な形に変えて攻撃できる。他人から血液を吸収することも可能。
キリサキ・キョウコ（キョウコ＝キリサキ）
声 - 千葉千恵巳
ジパング出身の美少女高校生。3月3日生まれ。血液型B型。身長156センチメートル。体重45キログラム。視力は左右共2.5。足の大きさは23.5センチメートル。好きなものは甘いもの全般、スベスベ肌の人。嫌い（苦手）なものは自分に敵意を持つ人間・不潔そうなオヤジ。趣味はゲーム（ただし、シューティングゲームは苦手）、好きなものにキスすること。好みのタイプは本人曰く「クロ様みたいなイケメン」。
コギャル風の人を食ったような性格。入学当初は成績優秀だったが、星の使徒に加入してからは無断欠席などが多くなり先生を困らせている。
トレインに惚れていて彼のことを「クロ様」と呼び付きまとっていた。途中で「シャルデンさんだけ一人ぼっちじゃあカワイソー」、「クロ様と戦いたくない」という理由でシャルデンと共に使徒を抜け、彼によってトレインに預けられる。
その後リンスとジェノスの仲介によりセフィリアと面談、クロノスに以後逆らわないことを条件に故郷ジパングに帰される。
アニメでは、ゼロナンバーズとの戦いに参加。その理由は、「クロ様がいるから」とのこと。
感情的でキレやすい性格だったが、トレインとの出会いでむやみに人を傷つけないよう感情をコントロールすることを学び、ちょっとのことで怒らない忍耐力を身に着けた。
能力は「HEAT（熱）」。体内温度を最高1000度まで上昇でき、触れるものを超高温で溶かし、吐き出す高温の息で辺りを焼き払う。そのため、リンスからの呼称は「怪獣娘」。
後半は故郷に帰ってしまったこともあり、出番が少なかったが読者からの人気は高く、人気投票での順位は第1回、第2回とも3位と上位をキープしており、トレイン、イヴに次ぐ人気キャラクターだった。
小説『星の残照』ではヒロインとして登場。ただしストーリーに関わるのが終盤であり、それまで出番はあまりない。普通の女子高生として過ごしていたところタナトスによって拉致され、真・神氣湯を作ろうとするデイルによって血液を奪われそうになる（神氣湯を飲んだ者の血液が2リットル必要だった）。トレインとの約束を守ったため能力は使わず、無抵抗のまま囚われの身となるが、トレインらの尽力によって無事救出された。エピローグではトレインと再会を約束している。
『To LOVEる -とらぶる-』では、人気テレビ番組『爆熱少女 マジカルキョーコ 炎-フレイム-』の主役を務めるアイドル俳優・霧崎恭子として登場する。
リオン＝エリオット
声 - 皆川純子
4月15日生まれ。血液型O型。身長145センチメートル。体重42キログラム。好きなものはカレー、エアボードで空中散歩。嫌い（苦手）なものはセロリ。趣味は漫画（特にジパング製）、フィギュア集め。好みのタイプは優しい女の子。生まれた国の内戦で肉親を失った少年。アニメ版では廃墟に隠れ暮らす孤児達のリーダーである。「チビ」「子供」呼ばわりされるのを大いに嫌う。
原作では星の使徒のアジトでイヴと対峙。負けたら星の使徒から抜けると彼女と約束をした上で激闘の末、敗北した。甘っちょろい戦い方をするイヴ達のことが気に食わなかったようだがクリードの敗北を見てトレイン達のことを認めた。星の使徒壊滅後の詳しい消息は不明だが（最終回ではエーテスと街の中を歩いていた）、読み切り漫画で、掃除屋ライセンスを取るためのイヴの秘密特訓の呼び出しに応じていることから、何らかの通信手段はあるようである。
アニメ版ではゼロナンバーズとの戦いに参加せず、トレイン達とティアーユの伝達係として務めた。戦いが終わった後、仲間達と共にパン屋を始める。
能力は「AIR（空気）」。気の力で空気を操ることができる。攻撃方法は一定範囲の大気の真空化による対象の窒息、手刀によるカマイタチの発生、全身に大気を纏って竜巻と化しての突撃がある。またボードを用いて空を飛ぶことも可能。
『To LOVEる -とらぶる- ダークネス』ではティアーユの学生時代の同級生としてゲスト出演している。
エーテス
神氣湯の力で道＜タオ＞の力に目覚めた猿。誕生日不明。血液型不明。身長100センチメートル。体重30キログラム。視力は左右共に10.0。足の大きさは15センチメートル。好きなものはバナナ。嫌い（苦手）なものは木登り。
元々は檻の中にいた猿だったが、道＜タオ＞の素質を見出されたことによってクリード達に連れ出された。保身からトレイン達に付くが、イヴに助けられたことで良心や仲間意識が芽生え始め、それを自覚するようになっていく。
原作でのエキドナ戦では、死角に転移された手榴弾からイヴの危機を救った。同類（思考能力を持つ獣）にナンバーズのアヌビスがいるが、原作・アニメ版共に共演することはなかった。
能力は「COPY（複写）」。魂を放出して、それに触れた者の容姿・頭脳・力を自分のものにすることができる。この力で人語を理解できるようになり、またティアーユ博士をコピーしたことによってしゃべることもできるようになった。1度コピーした人物にはいつでも変身することが可能。
ドクター / カンザキ コウスケ（コウスケ＝カンザキ）
声 - 水島裕
11月1日生まれ。身長173センチメートル。体重63キログラム。視力は右0.7、左0.3。足の大きさは26センチメートル。好きなものは新しい知識を得た時の感動・怪獣映画。嫌い（苦手）なものは低俗なTV番組。趣味は囲碁・生体実験。原作とアニメ版ではその行動原理が大きく異なるが、人間をゴミとしか見ていない価値観は共通している。
医学に精通しており、また研究者としても優秀な人物。しかし性格にいささか問題があり、好奇心・探究心を満たすためには人の命を何とも思わない。クリードによって切断されたトレインの右腕を治療してくっつけたことがある。原作では自身の道術を駆使して卑劣かつ執拗なやり方でトレインとイヴを追い詰め、孤立したイヴを拘束して無力化。解剖しようとしたところへトレインに阻止される。それでも往生際が悪く大量のメスを飛ばして二人を殺そうと試みるが、トレインに顔面を殴られて気絶し、敗北した。トレイン曰く「変態ドクター」。エンディングでは密かに戦場を去り、浮浪者のような格好でどこかの街に溶け込んでいた。
アニメ版ではティアーユ博士の元助手で、彼女のプロジェクトを盗んだ野心的な人物であり、メイソンとも結託している。その真の目的は、メイソンの計画の要であるエデンを手中に収めることであった。
能力は「WARP WORLD（歪世界）」。気の力で作り出した手術室の扉に入った者を、ドクターが想像した空想の世界へと落とすことができる。そこはドクターの思うとおりになる世界であり、普通ではマスターである彼の元に辿り着くことはできない。そこでの怪我は現実なので殺傷も可能。また外部から機材などを持ち込んだり、入った者の記憶の中の人物を呼び出すことも可能である。
『To LOVEる -とらぶる- ダークネス』では組織"エデン"の科学者として出演している。
デュラム＝グラスター
声 - ふくまつ進紗
元凶悪犯罪者の銃使い＜ガンマン＞。2月29日生まれ。享年26。A型。身長178センチメートル。体重83キログラム。好きなものは他人が苦しむさまを見ること。嫌い（苦手）なものは暗くて狭い部屋。趣味は殺人。トレインを使徒に誘うことに反対し、アジトを襲撃した。その際、留守番していたイヴを傷めつけ、彼女の血でメッセージを残してトレインを誘い出す。「星の使徒の銃使いは俺一人でいい」と彼に勝負を挑むものの返り討ちに合い、その後クリードに逆らった罪でクリード本人に処刑される。このため敵陣営の中でも早期退場者となった。なお、この一件でシャルデンがクリードのやり方に対して疑問を持つようになる。
能力は「SHOT（銃撃）」。気の力を銃に込めて気弾を撃つことができる。本人の力が尽きない限り弾切れを起こさないのが最大の特徴。銃口さえあれば口からでも気弾を撃つことが可能なので、口のマスクに銃を仕込んでいざという時の切り札にしている。
プレタ＝グール
声 - 千葉進歩
聖職者でありながら、16人の人間を殺した殺人鬼。人間離れした容貌をしている。6月6日生まれ。O型。身長181センチメートル。体重58キログラム。趣味はいろいろなものを腐らせること。懲役250年の刑に処され服役していたが、非道な性格を見込まれ、星の使徒より救出され、後に仲間入りした。原作では終盤に登場した一番手の刺客だったが、アニメでは序盤に登場している。サヤとトレインによって捕らえられる。
能力は「ERODE（腐食）」。触れたものから生気を奪い、一瞬で腐らせる。「腐食の気（イロード・オーラ）」に覆われた肉体には決して触れられない。気の量が増えると、バスタブ1杯分に相当する硫酸の量になる。
アニメ版と原作では倒され方が違い、原作ではリバーの直接触れないソニックフィストの衝撃波で倒されたが、アニメでは腐食しないプレタの服と予見眼を利用したスヴェンとの肉弾戦に敗れていた。
ディーク＝スラスキー
星の使徒の氷使いの男。原作でのみ登場。1月19日生まれ。21歳→22歳。O型。身長171センチメートル。体重65キログラム。寒冷地での服装に身を包んでいる。四人の女性を殺害し、遺体を冷凍保存していた異常性癖の男。懲役120年の刑に処されたが、プレタ＝グールと同じく、星の使徒に救出され仲間になる。掃除屋同盟のシルフィーを追い詰めるも、支配眼に目覚めたスヴェンに敗北。その後敗北を認めず激しく抵抗したが、シルフィーにかかと落しを喰らって気絶する。
能力は「FREEZE（凍結）」。氷の礫を飛ばしたり、触れた相手を凍結させたりできる。また氷の気＜オーラ＞に全身が覆われており、銃弾はオーラに触れた瞬間凍結するため通用しない。ただしグレネード弾などの爆発物や電磁ムチは通用する。
流星隊（りゅうせいたい）
星の使徒の下級兵士たち。全員が奇妙な仮面をつけており、そのデザインからトレインには「タコ」と呼ばれた。
鬼星隊（きせいたい）
原作では19巻から登場。莫大な予算をつぎ込んで誕生した星の使徒のサイボーグ集団。エキドナが放った星の使徒最後の刺客たち。作中では5体 ほど登場している。元々は全員人間の体だったようだが、自ら望んでナノマシンの融合技術によってサイボーグ化したようである。上記のメンバーのような異能は持たないが、それぞれが強力な武装を施しているため高い戦闘力を有する。しかし、戦闘力を優先して強化したため精神的に不安定。作中ではスヴェン、イヴ、ジェノス、シャオリー、バルドル＆クランツと交戦するが、殺意しか持たない者たちでは信念を持って戦う者たちには遠く及ばず、全滅となった。
スヴェンと戦った鬼星隊
コードネームはゴーレム。台詞は全て漢字とカナ表記になっており、人間的な感情が感じられないサイボーグらしい性格。
巨体の至るところに銃火器が仕込まれており、中距離～遠距離の戦いにおいて圧倒的な火力を誇る。また銃弾程度なら弾き返すほどの装甲も身にまとっている。全身が兵器であるため火薬を使った攻撃でダメージを受けると誘爆するのが弱点だが、それは敵対者の死も意味する。このため銃火器をメインウェポンとするスヴェンの天敵となり苦戦を強いらせた。しかし、スヴェンが気まぐれでスーツケースに仕込んでいたウォーター・カッターを使ったことで形勢逆転。集中砲火を支配眼ですべて躱され、胴体を斬断されて敗死した。
イヴと戦った鬼星隊
ゴーレムとコンビを組んで登場した刺客。自分を「ミー」、相手を「君（チミ）」と呼び、鬼星隊の中でもテンションが高く口数が多い。しかし根は殺戮を好む残虐な男。武器は右腕に装着した火炎放射器と、腹部に仕込んだ小型ミサイル。飛行能力も有しており胴体部分を着脱しての奇襲攻撃も可能。
奇襲攻撃でイヴにダメージを与えるもそれによって怒らせてしまい、本気を出した彼女にはまったく歯が立たず、胴体をナノスライサーで細切れにされた挙句、本体は地面に叩きつけられて失神K.O.となった。このため鬼星隊の中では明確に生存が描かれている。
ジェノスと戦った鬼星隊
語尾に「～ネ」をつけて話す癖があり、相手を小馬鹿にしたような言動を取る嫌味な男。しかし自分がからかわれると途端に機嫌を悪くする。カタツムリのようなプロテクターを背中に装着しており、攻撃時にはこれで全身を守りながら突進を行う。攻撃と防御を兼ね備えた戦法はジェノスの糸も通じなかったが、糸で切り裂かれた石柱に押し潰される形で突進攻撃を止められ、本体が露出して無防備になったところで全身を切り裂かれて敗北した。ジェノスには「瞬殺は勘弁してやるよ。運が良ければ助かるかもな」と言い捨てられた。
シャオリーと戦った鬼星隊
戦闘シーンはなし。首と両手両足を切断された挙句、残った頭部も砕かれて敗死した。自分の力がまったく通じなかったことに驚愕しており、シャオリーには「相手が悪かっただけですよ」と言い捨てられた。
バルドル＆クランツと戦った鬼星隊
戦闘シーンはなし。こちらは倒される瞬間すら描写されなかった。四本の腕を持っていたが能力は不明。

## 主要人物の関係者
ミナツキ・サヤ（サヤ＝ミナツキ）
声 - 豊口めぐみ
敏腕の掃除屋で、トレインがクロノスを抜ける切っ掛けとなった女性。12月31日生まれ。19歳。O型。身長162センチメートル。体重46キログラム。視力は左右共に2.0。足の大きさは22センチメートル。好きなものは和服、玉子料理。嫌い（苦手）なものはネズミ、辛い料理。趣味は怪しい雑貨屋めぐり、他人の世話を焼くこと。好みのタイプは子供っぽい人。
浴衣を私服としている。言葉の語尾に「-っス」と付けるのが口癖。まるで猫のような性格の人物で彼女の生き方にトレインは憧れるが、彼を堕落させた存在としてクリードに襲われ、そのまま戦闘になる。当初はサヤ側が圧倒的に優勢な状況であったが、そんな中偶然歩いてきた子供を助けるために振り向いた所をクリードに斬られた。トレインにとっては「親友」。クリードは彼女のことを魔女と呼んでいた。
武器は拳銃であり、跳弾「リフレクショット」を自在に使いこなし、弾の軌道を読ませない戦い方を得意とした。総合的に実力も高く、一つの裏組織を一人で潰した実績がある。
国際捜査の資料によるとジパングの出身。子供の頃酷い虐待を受けていた所為か10歳までの記憶が無く親戚や施設を転々としていた。両親は本人が幼い頃離婚し、母親と共に東欧で暮らしていた時期がある。作中では同居していた男性に殴られ、重傷を負っていた事が明らかになっている。
作者曰く、彼女の最期を描いた原作119話は内容的に書くのが辛い回だったとのこと。
アニメ版ではより自由奔放かつ天真爛漫な面が強調されており、トレインから異性として意識されているような描写があった。クリードとの戦闘では原作とは違い、なすすべ無くほぼ一方的に追い詰められて敗北。トレインの目の前で力尽き死亡したと思われるが、その後怒ったトレインがクリードとの戦闘中にタンカーに誤射し大爆発事故が起きて行方不明となる。そして最終話ではサヤらしき人物とトレインがすれ違うシーンで終了する。
小説『星の残照』にはトレインの回想のみ登場。
アネット＝ピアス
声 - 津田匠子
カフェ「ケット.シー」の女店主。5月17日生まれ。44歳→45歳。B型。身長172cm。体重62kg。趣味はビリヤード。数年前まで掃除人だったが引退。現在は情報屋を営む。トレインの行き着けの店であり、スヴェンとは古い知り合い。
小説『星の残照』ではスヴェンたちから要請を受けてジパングの情報屋ギンタを紹介した。
ティアーユ＝ルナティーク
声 - 福圓美里
元トルネオ＝ルドマンのお抱え科学者だった若き女性博士でイヴの生みの親。5月26日生まれ。27歳→28歳。AB型。身長155センチメートル。体重42キログラム。趣味は読書、植物の世話、料理のカタログを見て新料理にチャレンジすること。嫌い（苦手）なものは騒がしい人。
14歳で名門アスフォード大学を卒業、その後研究室へ入った驚異的な頭脳の持ち主で、ナノマシンの権威として世界的に有名な人物。
容姿はトレイン曰く「大人版姫っち」だが、その理由はイヴが彼女の遺伝子を基に作られたクローン体であるため。イヴを生み出した後は人の命を弄ぶ研究には二度と手を染めないことを決め、隠れ住むように山奥で生活していた。
見た目は眼鏡をかけた知的美人だが、実はかなりの天然キャラ。
料理（原作内では玉子焼とホットケーキ）をすれば恐ろしい匂いを放つヘドロの如き真っ黒な物体が出来上がる。本人はそれを何でもない顔をして「結構美味しい」と味見する。
また何もない所でよく自分で自分の足に引っ掛かって転ぶ特技（？）を持つ。アニメでは、ゼロナンバーズ結成後に初登場。イヴを生み出したことに責任を感じており、いずれ自分の手で始末するつもりでいた。そのためか腕に仕込み刃を装備している。最終的にはエデン破壊の司令塔を務めた。
ルナティークという名は矢吹健太朗の次作『To LOVEる -とらぶる-』で金色の闇の宇宙船「ルナティーク号」として出ている(14巻参照)
『To LOVEる -とらぶる- ダークネス』ではパラレルキャラとして、本作と同じくイヴ（金色の闇）の生みの親であるティアーユ・ルナティークとして登場。
ザギーネ＝アクセローク
声 - 小西克幸
13年前にトレインの両親を殺し、幼いトレインの養育をした殺し屋。誕生日不明。43歳没。B型。身長188cm。体重89kg。趣味は拳銃集め。
両親を事故で失い、孤児になるが裏の世界でのし上がり有名な殺し屋になる。幼い子供のいる人物の殺しは請け負わない主義だったが、トレインの両親の件は依頼者が意図的に隠したらしい。その後、トレインに殺人術を教える。最後は自分より強い者に撃たれて亡くなる。
ロイド＝ゴールドウィン
国際捜査局の捜査員で国際捜査局（IBI）にいたころのスヴェンの最初のパートナー。11月27日生まれ。22歳没。O型。身長177cm。体重69kg。趣味は時計集め。油絵を描くこと。
「予見眼（ヴィジョンアイ）」の最初の持ち主。初めて見た未来の光景は、自分が子供の頃に両親が強盗に殺害される場面であり、このことから「能力を正義のために使い、(家族を殺された)自分みたいな人間をなくそう」と決意して現在の職についた。スヴェンが犯罪組織に捕まり、彼を助けるため自ら死を選ぶ。死ぬ間際、自分の角膜をスヴェンの右目に移植することを言い残す。
終盤ではリンスの協力のもと修行に励むスヴェンの前に幻影となって現れ、予見眼はもうスヴェンの能力として進化したことを告げた。

## 掃除屋同盟
時の番人のXシャオリーが、情報屋グリンに変装し、打倒星の使徒のために結成した組織。その目的は、時の番人達のおとりになっているが、その中に元No.X IIIトレインもメンバーに加わっているため、予想外の活躍を見せた。なお、ガロム（声 - 三宅健太）とラクドール（声 - 小形満）は、原作ではシキに殺されたが、アニメでは、そのシーンがないため、生き残っている。原作で生き残ったメンバーの詳細を記載する。
リバー＝ザストリー
声 - 神奈延年
トレインとイヴが「スイーパーズ・カフェ」で出会った掃除屋の若い男性(アニメでは下水道で出会っている)。かなりの熱血漢かもしくはバカ。トレインとはウマが合う。5月19日生まれ。19歳→20歳。A型。身長179cm。体重66kg。視力は左右共に5.0。足の大きさは27cm。好きなものはホットケーキ。嫌い（苦手）なものはカエル。趣味はトレーニング。好みのタイプは年上の大人びた女性。トレインによる愛称は「カミナリ頭」。極度の方向音痴。
ガーベルコマンドー（特製防具をつけた両の拳で銃弾を弾き敵を圧倒する架空の格闘術）の使い手。その拳の速さは音速を誇る。伝授したのは祖父で、リバーは彼を誰よりも尊敬している。銃弾による攻撃に対する対応には絶対の自信を持っているらしく、トレインとの決闘でも全弾を弾き返し、またリフレクショットによる攻撃も至近距離で弾道を見切って紙一重で回避した（だが、さすがに電磁銃の超高速の弾道を見切ることはできなかった）。
原作での星の使徒との戦いではプレタ＝グールを倒す。その後シキの能力で生み出された刹鬼と戦闘となり、肋骨が2,3本折れるが、その状態で刹鬼や流星隊と闘い続け、トレインがシキを倒すまで持ちこたえた。しかし洗脳されたムンドックに撃たれ重傷を負い戦線離脱。無事一命を取り留めた。トレインの銃弾による不意打ちにも対応できる彼らしからぬ失策といえる（しかしその前のコマではアバラをおさえて息を切らしているため、立っているのもやっとの状態だったと見える。さらにムンドックの武器が銃にもなることをわかっていなかった可能性もある）。
ケビン＝マクドガル
声 - 武内健
6月19日生まれ。23歳→24歳。B型。身長174cm。体重66kg。好きな物は漫画。嫌い（苦手）なものはお酒。趣味は散歩。好みのタイプは明るくてオシャレな子。
義理人情をわきまえた若い男性。幼い頃から正義感が強く、掃除屋に憧れていた。サラリーマンになり会社勤めもしたことがあるが、夢を諦めきれず掃除屋になる。掃除屋歴は浅いが、麻薬組織「エスト」を壊滅した二丁拳銃の使い手。複数相手の戦闘が得意で、動いている敵の鎧の隙間（隙間がどこにあるかは服に隠れて見えない）を的確に撃ち抜く程の実力を持つ。銃器を用いるキャラでトレインレベルの活躍をしたのは彼だけである。
原作での星の使徒との戦いでは洗脳されたフドウにイヴを庇って刺されるが、無事一命を取り留めた。
シルフィー＝デアクロフト
声 - 皆川純子
7月11日生まれ。24歳→25歳。A型。身長168cm。体重51kg。視力は左右共に1.2。足の大きさは25cm。趣味はアクセサリーやケーキ作り。好みのタイプは清潔で爽やかな人。
19歳の時、掃除屋の父が、犯罪者グループによって殺害されたことをきっかけに掃除屋を志す女性。銃と足技主体の格闘技を使う。ディーク＝スラスキーとの戦いで苦戦するが、スヴェンの助けもあり、最後はかかと落としで決める。ナイフによる接近戦もできるようだが、ディークにあっさり回避されたところをみると、これはあまり得意でないらしい。
トウマ＝フドウ
声 - ヰズミ
11月18日生まれ。38歳→39歳。AB型。身長180cm。体重76kg。好きな物は焼酎。嫌い（苦手）なものはピザ、チョコレート。好みのタイプは家庭的な人。
掃除屋同盟の中で唯一のベテラン。過去3年間の間に、危険度Sクラスの犯罪者7人を確保した棒術の達人。ドクターの道（トウマはこれを「妖術」と呼んだ）によって捕らえられ、ナノマシンで洗脳されてしまう。ケビンを刺した後、トレインとイヴにも襲いかかるが、イヴによりナノマシンを分解され正気に返る。その後は負傷したリバーとケビンを連れ、ナンバーズの援護を受けて脱出する。洗脳されて暴走する以外に戦闘シーンはないが、トレインが彼の突きの速度に驚いているところから、やはりかなりの実力者なのだろう。
ムンドック
声 - 園部好德
掃除屋同盟の中で唯一、名字が公表されていない人物。3月4日生まれ。27歳→28歳。O型。身長188cm。体重80kg。好きな物はHIPHOP。嫌い（苦手）なものはパソコン。趣味はダンス。好みのタイプは小柄な女性。
パワーを生かした攻撃が得意で、拳銃を仕込んだトゲ付の金棒を使う。見かけによらず素早い動きで攻撃を仕掛ける。グリンの作ったソフトをクリアしたのは、単なる偶然らしい。

## クロノス関係者
クレヴァー
トレインに憧れてクロノスに入ったイレイザー。クロノスに入る前は明るい男だったが、クロノスでの激務で顔はやつれ、暗い雰囲気を背負うようになった。トレインにクロノスに戻るよう説得するが失敗。その後、トレインを殺そうと銃を構えるが、逆にトレインに射殺される。
カール＝ウォーケン
クロノス幹部。トレインのかつての上司でルーベックシティーの市長。1月21日生まれ。43～44歳。A型。身長167cm。体重60kg。
トレインにギャンザ＝レジックの征伐を頼む。若い頃はかなり恐い人だったらしいが、今はとても穏やかな性格をしている。トレインが10歳のときから4年ほど面倒を見ていたらしく、トレインから『親』と呼ばれるシーンがある。
エリック
クロノス幹部。ベルゼーと連絡を取っており、サンゼルスシティの大統領。クリードに殺された。
ウィルザーク
声 - 加藤精三
クロノスの最高指導者で長老会の筆頭で最長老。彼ら長老会の居場所を知っている者はセフィリア他ごくわずかである。アニメ版では他の長老達共々ゼロ・ナンバーズに始末されるという最期を迎えた。
キン
声 - 小形満
クロノスの長老の一人。ゴーグルを着けている。
シン
声 - 麻生智久
クロノスの長老の一人。

## 賞金首・犯罪者
ルガート・ウォン
500年の歴史を誇る暗殺拳法・無双流の使い手。賞金2,000万イェンで危険度A級の賞金首。1月17日生まれ。27歳→28歳。AB型。身長177cm。体重66kg。趣味は修行、瞑想。特技は飛んでいるハエを箸で掴むこと。孤独を愛する。
トレインと同様に、酒は飲めないが読唇術の心得がある。暗殺は芸術のように思っており、マダム・フレシアを殺す際にわざわざ人の多いパーティーを選び仕事をこなしてこそ価値がある、という殺しの美学をトレインに語っている。トレインが銃を抜かずにお遊びのつもりで応じた戦いで互角の体術を見せつけられた上、パーティーの不祥事で戦闘は中断。さらにトレインに銃技を見せ付けられ、自信を喪失する。自信を取り戻すためにはトレインを超えるしかないと殺し屋家業をしばらく休業する模様。最終決戦の際、トレインの回想に再登場した。アニメでは未登場。『星の残照』ではトレインが彼の技を借りて敵に勝利している。
サドン＝コルニー
爆弾魔。80万イェン（経費込）の小物の賞金首。
ハリー・アフレック
200万イェンの賞金を賭けられていた。マフィア『リブ・ファミリー』の雇用会計士。組織を抜け出し、ロジャーナにいる家族に謝罪しに行こうとするが、彼を追っているレイス・ドノバンに撃たれ、トレインに家族写真を託し、息を引き取る。
レイス・ドノバン
声 - 勝杏里
リブ・ファミリーの暗殺者。スヴェンに変装しハリー・アフレックを殺害するが、この事がトレインの逆鱗に触れ、倒された。アニメ版では、容姿が異なる。
パド・リード
食い逃げ犯。二千もの店で犯行に及び、モットーは「俺に食い逃げ出来ない店はない」。トレインに追われている途中、クレヴァーに襲われ瀕死の重傷を負い命を取りとめるが、実は本誌掲載時は殺害されており、そのエピソードの最後で受け取った懸賞金が「スヴェンが一人で捕まえたセコい引ったくり犯」となっていた。
トルネオ・ルドマン
声 - 青森伸
5,000万イェンの賞金首でソニア大陸で武器密輸組織の頭目をする。クリードと組み、ナノマシンからイヴを創り出し、殺人兵器に育て上げようとしていたが、トレイン達に阻止される。最後は警察に拘束され、シキに操られた警官に射殺された。
作者曰く、「いまだに好きなキャラ」。
フリット
声 - 飛田展男
トルネオ・ルドマンの側近。忠誠心は厚い。アニメでは第1（台詞はなし）、3、4話に登場。
リッキー&ジョニー
宝石専門泥棒。スヴェンの計算では120万イェン。スヴェンはしばらく尾行して確実に捕まえるつもりだったが、トレインが逃げる獲物を捕まえるために掃除屋と名乗ったため逃走。リッキーはトレインの「泣き虫弾」に、ジョニーはイヴの「変身・大槌」に倒される。
ギャンザ＝レジック
声 - 天田益男
トレインのクロノス時代の上役・カールから1,500万の報賞金が出される。元ボクサー志望。子供の時から「狩り」と称して、小動物を殺して楽しむ異常な性癖を持っている。過去に酒場で喧嘩相手を殴り殺し、IBI時代のスヴェンに捕まるが脱獄。路地裏で行き倒れた所を、クリードら星の使徒に助けられ、道の能力で「筋肉（マッスル）」の力を得て女子供を狙った殺人鬼となるが、ロクに鍛えずに力を使いすぎたため生命力を失った末、死亡し結局星の使徒に加わることはなかった。
読切版にも登場しており、刀で人を殺す連続殺人鬼という設定だった。連載版と違いトレインに威嚇され気絶しただけで、死亡はしない。
イゴール＝プランター
声 - 堀川仁
アニメオリジナルキャラクター。一見するとごく普通の庭師のようだが、その本性は植物に対し歪んだ愛を抱いたエコテロリストで、連続ハイカー殺人犯。シャルデンから貰った神氣湯による道の能力でトレイン達を苦しめるが、神氣湯の使い方を誤った為、副作用で自分が植物にされてしまった。
ブルム＝プルマン
声 - 茂木優
横領犯。150万イェン。ブラックキャット（ウドニー）に捕まった。
スタンパー＝ウィルソン
左目の上に十字傷がある殺し屋。ブラックキャット（ウドニー）の情報を聞いて勝負しようとするが、（自分の正体をウドニーに気付かせないために）ブラックキャットの弟子と名乗ったトレインと勝負することになった（しかも銃弾をも使わせられずに負けた）。
ケリー＝バリス
連続爆弾魔。500万イェン。子供のような口調で喋る中年の男。スヴェンに捕まりかけるも閃光弾を使い逃げる。その後トレイン達に追い詰められるも子供を人質にとり、イヴに銃を取りに行かせるが、トランスに騙されトレインに銃を渡される。逃げようとするもスヴェンに捕まる。
ドナルド＝ウィリアム
強盗殺人犯。80万イェン。
ロイフェン
通称「毒針のロイフェン」。犯罪組織「ブルーバイス」の頭目。トレインの放った銃弾（銃弾の数は約4発）で倒された。
ボールディン警部
キャメル市警の現職警察官。マフィアとの取引をティムの父親に証拠を握られたので、彼を殺し、さらにフィルムを持って逃げたティムをも抹殺しようとする。マードックに変装したトレインに麻酔ペイント弾を撃たれ、気絶させられる。その後は彼の元に捜査のメスが入った模様。
マードック
ボールディン警部との取引をしたマフィアの頭目。ティムを殺そうとするが逆にトレインに返り討ちにされる。

## その他の人物
エリィ
ハリーの一人娘。ハリーの死後、トレインがハリーが写っている家族写真を彼女と母親が住んでる家の前に置いていった。
チンピラ集団
リンスの色気に誘われ（アニメでは大量の金で雇われ）彼女を追うふりをした自称地元最強のチーム「アイアン・メイデン」（アニメでは不明）のメンバー（トレインは知る由も無い）。原作ではトレインにあっけなく倒されているが、アニメでは強そうな掃除屋を一人倒している（しかし、結局スヴェンに倒される）。原作とアニメでは顔や持っている武器も違う。
マダム・フレシア
声 - くじら
恐竜を蘇らす研究に投資をしていた富豪。5月31日生まれ。50歳→51歳。B型。身長172cm。体重61kg。語尾に「ザマス」をつける。ルガート＝ウォンに狙われていた。パーティの後、事件の責任を問われ取調べを受けた。リンス曰く「フライドチキン頭」。
フローラ
マダム・フレシアの研究によって蘇ったティラノザウルス・レックス。メスで体長13.2m。体重6.5t。脱走したが、トレインとスヴェンにより倒された。その後は軍に捕まり動物園で保護される事になった。
ウドニー
声 - 石原凡
ブラックキャットを勝手に名乗っていた男。外見は小太りで頭頂部の禿げた中年男性だが、アニメによれば実年齢は20歳とのこと。かつては情報屋を営んでおり、あるとき「ブラックキャットが生きている」という情報を仕入れ、自分がブラックキャットだと偽って生活をするようになる。数字の刻印が胸ではなく腕にマジックで描いたものだった上、「XIII」ではなく普通の「13」だったためスヴェンは呆れていたが、世間ではブラックキャットの素顔など知られていなかったためウドニーが本物だと信じ込んでしまい、「ブラックキャットに殺されるくらいなら捕まったほうがマシ」という理由で捕まった賞金首もいる。トレインと会って彼が本物のブラックキャットだと知り、旅に同行したいと申し出るが断られる。その後は「情報屋としてトレイン達をサポートする」と元稼業に復帰したが、デマの情報を誤って流したりしている様子。
フジムラ
チョビヒゲの闇医者。イヴの怪我の手当てなどをしたが、うなされて目を覚ましたイヴに金棒で殴られる。また、イヴの状態を「手の施しようがない」という紛らわしい説明（実際に言いたかったのは「イヴの体内のナノマシンが勝手に治療を進めているので自分が処置する必要はない」ということ）をしたためスヴェンに殴られた。
ティム＝バーティカル
声 - くまいもとこ
父を殺された復讐のため、トレインに殺人を依頼してきた少年。3月26日生まれ。13歳→14歳。AB型。身長147cm。体重44kg。趣味はTVゲーム、プラモデル。好きなものはハンバーガー、父特製パスタ。母親はティムが4歳のときに離婚。
アニメでは、リオンと同じ孤児だという設定。
ノラネコ
正体不明の白い猫。よくどこからか現れ最終回最後のコマにまで登場しており、トレイン達もノラネコの存在に気づいている。色々な説があるが、最終回の後の番外編ではスピードはかなり速いことが判った。その後同じ『週刊少年ジャンプ』で2006年21・22合併号から掲載の『To LOVEる -とらぶる-』にもシロネコとして出ている。人気投票での順位は第1回、2回とも5位。
チビクロ
キョウコから命名の黒い猫。ノラネコと比べるとひと回り小さい。元々は野良猫だったがキョウコと友達(一緒)になった。『To LOVEる -とらぶる-』にも、彩南高校の学園祭の黒猫印まんじゅう屋の看板にて登場。
ターニャ
声 - 半場友恵
アニメオリジナルキャラクター（作者がアニメ化にあたり新たに書き下ろしたキャラクター）。レストランでウエイトレスを務める活発な娘。スヴェン達が行きつく先々のレストランでウエイトレスとして登場する。本人曰く「私も色々あってね」。スヴェン達が代金をツケにしがちながら毎回それを許す。
金持ち
声 - 小形満
アニメオリジナルキャラクター。あちこちの社交界にたびたび登場している男。普段は冷静で紳士的な美形だが、酒が入ると泥酔しふにゃふにゃになってしまう。任務で潜入していたリンスにアプローチしたり、スヴェンの掃除屋の仕事を無意識に邪魔してしまったりと主要人物達に不思議と縁がある。最終回のEDにも登場している。

## 小説版『星の残照』の人物
原作におけるクリードとの最終決戦から1年後を描いた物語。

### 警視庁組織犯罪捜査課
ナガノ・ケンジ
ジパングの警視庁に勤める男性刑事。容姿はやや白髪の混ざった黒髪に童顔。
スヴェンとは5年前に知り合った友人で、ラスクールという国で開かれた犯罪社会学の学会で顔を合わせ「お互い上司に無理やり出席させられた」ことで意気投合した仲。
シマムラ
ナガノの上司。課長。杓子定規に縄張り意識が強く頑固な中年。
スヴェンたちがナガノにタナトスに関する情報提供を呼び掛けた時は、冷たく追い払った。一方で密かにスヴェンたちに監視をつけ、彼らがデイルの居場所を掴んだ後は「公務執行妨害で掃除屋ライセンスを取り消す」と脅しつけ、ホテルに軟禁。そして自身は10人の部下を連れてマルハシ製薬の保養所へと乗り込むが、アムザによって部下を皆殺しにされてしまう。呆然自失としたところで囚われの身となり、同じく幽閉されていたキョウコと遭遇。彼女の協力を得て脱出し、自分の判断が間違っていたことを受け入れスヴェンたちに救援を要請する。部下を殺された後、功を焦ったことを恥じ部下たちに謝罪の言葉を独白していた。

### 犯罪組織タナトス
デイル＝パーカー / ハンク＝バトラー
「タナトス」のボス。30歳。容姿は、赤茶色の短髪に鋭い目と尖った顎を持つ青年。額の中央から右の眉まで刻まれた傷跡が特徴。頭脳明晰な野心家で「世界征服」という途方もない野望を抱いている。
およそ1年前に組織を立ち上げた後、ドラッグの密売によって勢力を広め、政治家や官僚に鼻薬を効かせて警察に圧力を掛けさせている。このため警察には賞金5000万イェンが懸けられた。タナトスを立ち上げる前の過去は不明で逮捕歴もない。
本名は「ハンク＝バトラー」。少年時代は両親のネグレクトによって施設で育ち、弟分のアムザや仲間たちと知り合う。彼らと共に施設を抜け出した後は各犯罪組織を渡り歩いていた。しかし用心深い性格のため誰も信用せず、組織が摘発される前に逃げていたこともあって逮捕歴はなかった。やがて『星の使徒』へと流れ着き、組織の運営に携わる事務を担当する幹部となる（エキドナやドクターほどの地位はない）。クリードには気に入られており参謀的な存在でもあった。しかし、「トレインよりもクロノスを先に倒すべきだ」と進言したことでクリードの怒りを買い、額を斬られてしまう（クリードからすればトレインを軽んじる発言だったため）。以後はクリードに対する憎悪を燃やし、『星の使徒』が壊滅状態になると「神氣湯」を持ち出してアムザたちと共に脱退。タナトスを立ち上げ、クリードができなかった世界征服を果たすことで復讐しようとする。
終盤ではキョウコの血液を奪って完全なる「真・神氣湯」を生み出しアムザを最強の存在にしようとしたが、トレインによってアムザは敗北。狂乱したマルハシにアムザを射殺され逆上するが、トレインから「今までの報いだ」と突き付けられたことで完全に戦意喪失。逮捕された。
アムザ
デイルの腹心。容姿は、長い黒髪で顔の半分が隠れ、吊り上がった両目と尖った鼻梁を持つ青年。
デイルとは少年時代からの付き合いで、共に施設で育った仲。以後も行動を共にし、デイルのためなら捨て駒になることも厭わない忠誠心を見せる。一方で能力の実験のためにチンピラたちを何十人と虐殺しており、次第に闘争心を強めて行き、心まで化け物になりつつある。
現在は「真・神氣湯」の効果で＜道＞としての能力を獲得している。能力は「エクステンション」。頭髪を大蛇のように操って対象を貫くことができる。また爪を伸ばしての攻撃も可能。
キョウコの血液によってレベル4以上の等級に行くことでデイルの望みに応えようとするが、キョウコを救出しに来たトレインと一騎討ちを繰り広げることに。当初は異能によって有利に立っていたが、トレインの実力の前に次第に圧されて行く。最期は「黒十字」によって戦闘不能となり、役に立てなかったことをデイルに詫びた。直後、狂乱したマルハシ・タケオから銃撃され頭部を破壊されて死亡する。
マルハシ・タケオ
デイルの協力者。ジパングの企業マルハシ製薬の社長。外見は背が低く髪の薄い小太りで、タヌキのような胡散臭い顔をしている。
目先の金にしか興味のない実業家であるため立場は完全にデイルの方が上。「真・神氣湯」を完成させることで得られる報酬に目が眩んでいる。
アムザがトレインに敗北すると恐慌をきたしアムザを射殺してしまう。デイルの怒りを買った直後、トレインによって殴り倒された。
デイルの影武者
物語冒頭でデイルに化けてトレインたちを陽動した男。素顔はしもぶくれの冴えない外見で、大物ぶった態度を取るが根性はない。イヴの尋問（全身スレスレのところへ羽根の弾丸を撃ち込まれる）にあっさりと屈し、デイルがジパングへ向かったことを白状した。
ガードマン
シナガワにあるマルハシ製薬の研究所を警備していた男。「真・神氣湯 Lv1」によって超人的な身体能力を獲得しており、トレインを焦らせるほどに善戦するが、ルガート＝ウォンの模倣技で翻弄され、あっさりと気絶させられた。終盤では彼を上回るLv2の能力者たちが登場したが、スヴェンとイヴによって残らず打ち倒された。